# Дюрант (Міссісіпі)
Дюрант (англ. Durant) — місто (англ. city) в США, в окрузі Голмс штату Міссісіпі. Населення — 2231 особа (2020).

## Географія
Дюрант розташований за координатами 33°4′55″ пн. ш. 89°51′26″ зх. д. / 33.08194° пн. ш. 89.85722° зх. д. (33.081948, -89.857335).  За даними Бюро перепису населення США в 2010 році місто мало площу 5,86 км², з яких 5,80 км² — суходіл та 0,06 км² — водойми.

## Демографія
Згідно з переписом 2010 року, у місті мешкали 2673 особи в 978 домогосподарствах у складі 658 родин. Густота населення становила 456 осіб/км².  Було 1171 помешкання (200/км²).
Расовий склад населення:
| - 85,3 % — чорних або афроамериканців - 13,8 % — білих - 0,2 % — корінних американців |

До двох чи більше рас належало 0,3 %. Частка іспаномовних становила 0,3 % від усіх жителів.
За віковим діапазоном населення розподілялося таким чином: 31,7 % — особи молодші 18 років, 55,1 % — особи у віці 18—64 років, 13,2 % — особи у віці 65 років та старші. Медіана віку мешканця становила 31,0 року. На 100 осіб жіночої статі у місті припадало 85,2 чоловіків;  на 100 жінок у віці від 18 років та старших — 75,4 чоловіків також старших 18 років.
Середній дохід на одне домашнє господарство  становив 28 586 доларів США (медіана — 21 947), а середній дохід на одну сім'ю — 30 339 доларів (медіана — 25 154). За межею бідності перебувало 48,7 % осіб, у тому числі 64,9 % дітей у віці до 18 років та 18,3 % осіб у віці 65 років та старших.
Цивільне працевлаштоване населення становило 816 осіб. Основні галузі зайнятості: освіта, охорона здоров'я та соціальна допомога — 27,1 %, виробництво — 18,8 %, роздрібна торгівля — 12,0 %, науковці, спеціалісти, менеджери — 6,6 %.